# Portugalia na Halowych Mistrzostwach Świata w Lekkoatletyce 2010
Reprezentacja Portugalii podczas halowych mistrzostw świata 2010 liczyła 5 zawodników.

## Mężczyźni
- Bieg na 1500 m
  - Bruno Albuquerque

- Pchnięcie kulą
  - Marco Fortes

## Kobiety
- Bieg na 1500 m
  - Jessica Augusto

- Bieg na 3000 m
  - Jessica Augusto
  - Sara Moreira

- Skok w dal
  - Naide Gomes – srebrny medal